# Grallaria albigula
Pita-formigueira-de-garganta-branca ou torom-de-garganta-branca (Grallaria albigula) é uma espécie de ave da família Formicariidae.
Pode ser encontrada nos seguintes países: Argentina, Bolívia e Peru.
Os seus habitats naturais são: regiões subtropicais ou tropicais húmidas de alta altitude.